# Grace Bumbry
Grace Melzia Ann Bumbry (ur. 4 stycznia 1937 w Saint Louis, zm. 7 maja 2023 w Wiedniu) – amerykańska śpiewaczka, mezzosopran.

## Życiorys
Studiowała na Boston University (1954–1955), odbyła też studia wokalne u Lotte Lehmann w Music Academy of the West w Santa Barbara (1955–1958). Była także uczennicą Pierre’a Bernaca w Paryżu. Na scenie zadebiutowała w 1958 roku w Bazylei. W 1960 roku wystąpiła w Paryżu, kreując rolę Amneris w Aidzie Giuseppe Verdiego. Była pierwszą czarnoskórą śpiewaczką, która wystąpiła na festiwalu w Bayreuth, kreując rolę Wenus w Tannhäuserze (1961). W 1964 roku wystąpiła na festiwalu w Salzburgu w roli Lady Makbet w Makbecie Verdiego. W 1965 roku debiutowała na deskach nowojorskiej Metropolitan Opera jako Eboli w Don Carlosie. Śpiewała też w Operze Wiedeńskiej i Covent Garden Theatre w Londynie. W 1990 roku wystąpiła podczas uroczystej inauguracji gmachu Opéra Bastille w Paryżu jako Kasandra w Trojanach Hectora Berlioza.
Dokonała licznych nagrań płytowych dla wytwórni Deutsche Grammophon, Angel i RCA. Odznaczona komandorią francuskiego Orderu Sztuki i Literatury (1996). Laureatka Kennedy Center Honors (2009).